# Saturday (píseň, Fall Out Boy)
Saturday (Sobota) je singl Fall Out Boy z jejich alba Take This to Your Grave, který vyšel v roce 2003.

## Informace o písni
Saturday je jedna z mála starších písní, které Fall Out Boy hrají stále na koncertech. Text napsal Patrick Stump, který řekl, že práce na této písni byla ze všech nejtvrdší.

## Videoklip
V klipu se objevují všichni členové skupiny, hlavně ale Patrick Stump a Peter Wentz. Peter Wentz hraje v klipu vraha, který zabíjí ostatní členy skupiny a vždy položí na jejich tělo srdcovou dámu, přesně na srdce. Patrick Stump sleduje toto vraždění a chce mu zabránit, ale vždy dorazí pozdě.
V jedné scéně jsou Patrick a Pete viděni ve stejné pozici, sedí na posteli a nad ní jsou vylepeny obrázky, tudíž se spekuluje, že Patrick a Pete jsou v klipu tatáž osoba. Jelikož na začátku, kdy Patrick prohlíží kartu je za ním Pete a hází mu ji.
Také proto, že oba řídí stejné auto. Zlom nastává, až když Patrick v autě vidí na sedadle obal od nábojnic a poté, kdy otevře zásuvku vypadne na něj balíček srdcových dam, bouchne se nechtíc do ruky, v ten moment bolí ruka i Petea. Patrick vyletí z auta a běží za Petem. Patrick nalézá jeho mobilní telefon v místě, kde před chvílí Pete telefonoval. Ten ale přichází a Patricka zastřelí. V tu chvíli se ukazuje, že Pete a Patrick jsou opravdu jedna a ta samá osoba, tudíž Pete umírá zároveň s Patrickem.
Zajímavostí je, že Pete nezabíjí ostatní členy opravdovou zbraní, ale pouze postavením prstů v pozici zbraně.

## Úryvek textu
Two more weeks, my foot is in the door. (yeah)
I can't sleep in the wake of saturday. (saturday)
Saturday, when these open doors were open ended
Saturday, when these open doors were open ended